# Giorgio Bocchino
Giorgio Bocchino (14. července 1913 – 4. prosince 1995 Florencie, Itálie) byl italský sportovní šermíř, který se specializoval na šerm fleretem.
Itálii reprezentoval v třicátých letech. Na olympijských hrách startoval v roce 1936 v soutěži jednotlivců a družstev. V soutěži jednotlivců získal na olympijských hrách bronzovou olympijskou medaili. V roce 1938 obsadil druhé místo na mistrovství světa v soutěži jednotlivců. S italským družstvem fleretistů vybojoval na olympijských hrách 1936 zlatou olympijskou medaili a s družstvem vybojoval dva tituly (1937, 1938) mistrů světa.